# Bob Miller (Basketballspieler)
Bob Miller ist ein ehemaliger US-amerikanischer Basketballspieler. Er spielte für den FC Bayern München in der Basketball-Bundesliga.

## Laufbahn
In der Saison 1979/80 spielte Miller beim TV Langen in der 2. Basketball-Bundesliga und war zudem im Jugend- und Damenbereich als Trainer für die Hessen tätig.
1981 kam Miller zum SB DJK Rosenheim, spielte für die Herrenmannschaft des Vereins in der 2. Bundesliga und trainierte die Rosenheimer Damen, die er zum Aufstieg in die Regionalliga führte. Zudem engagierte er sich im Jugendbereich und gehörte 1983 zu den Initiatoren des ersten Basketball-Camps für Kinder und Jugendliche in Rosenheim. Im Laufe der Saison 1985/86 übernahm Miller bei der Herrenmannschaft das Amt des Spielertrainers und erreichte mit ihr die Aufstiegsrunde zur Basketball-Bundesliga.
1987 wechselte Miller zum Bundesliga-Aufsteiger FC Bayern München, für den er in der höchsten deutschen Spielklasse auf dem Feld stand. 1988 schloss er sich dem Zweitligisten MTSV Schwabing an.
Später spielte Miller beim Zweitligisten Lotus München, 1992 kehrte er nach Rosenheim zurück. Er war später jahrelang Trainer der Rosenheimer Herrenmannschaft und führte sie bis in die Regionalliga. Nach dem Ende des Spieljahres 2016/17 trat er von dem Posten zurück, um sich verstärkt der Jugendarbeit zu widmen. Zu Jahresbeginn 2018 kehrte Miller ins Traineramt bei Rosenheims Herrenmannschaft zurück und betreute diese bis zum Ende der Saison 2018/19.